# Megandrena mentzeliae
Megandrena mentzeliae là một loài Hymenoptera trong họ Andrenidae. Loài này được Zavortink mô tả khoa học năm 1972.